# Kościół św. Marii Magdaleny w Strzepczu
Kościół rzymskokatolicki pw. św. Marii Magdaleny w Strzepczu – rzymskokatolicki kościół parafialny (od 1949) parafii św. Marii Magdaleny w Strzepczu. Kościół usytuowany jest w centrum wsi, przy ulicy Księdza Rotty.

## Historia i wnętrze
W dniu 13 lipca 1947 roku ksiądz bp. Kazimierz Kowalski poświęcił kamień węgielny pod budowę kościoła, natomiast 24 lipca 1949 roku konsekrował nowo wybudowaną świątynię.
W nowym kościele znajdują dwa barokowe ołtarze, figura Matki Bożej oraz kilka innych zabytkowych rzeźb i obrazów. W ołtarzu Matki Boskiej znajdują się liczne vota dziękczynne ofiarowane przez wiernych.
Na wieży wiszą trzy dzwony. Mały dzwon z 1883 został odlany przez Jeana Colliera i pochodzi jeszcze ze starego kościoła. Dwa większe odlano w Śląskiej Odlewni Dzwonów we Wrocławiu w 1966 roku.